# Dein gutes Recht
Dein gutes Recht ist eine Gerichtsserie der ARD, in der Sozialgerichtsfälle verhandelt werden. Die Erstausstrahlung erfolgte 1975 im Regionalprogramm Nord.

## Handlung
In dieser Serie werden auf wahren Geschehnissen beruhende Sozialgerichtsfälle verhandelt. Richter Dr. Martin Zobel und seine rechte Hand, die Urkundenbeamtin Köster, versuchen in Fällen zu helfen, die in den Zuständigkeitsbereich ihres Gerichts fallen.

## Gastdarsteller (Auswahl)
In Nebenrollen traten unter anderen Peter Millowitsch, Buddy Elias, Martin Jente, Rudolf Lenz und Uwe Ochsenknecht auf.

## Episoden
| Folge | Titel               | Ausstrahlung   |
| ----- | ------------------- | -------------- |
| 1     | Kein Kinderspiel    | 4. April 1975  |
| 2     | Der Fenstersturz    | 11. April 1975 |
| 3     | Der Überläufer      | 18. April 1975 |
| 4     | Tünnes Beethoven    | 25. April 1975 |
| 5     | Frau Flugkapitän    | 2. Mai 1975    |
| 6     | Die Flasche         | 9. Mai 1975    |
| 7     | Draculas Tochter    | 16. Mai 1975   |
| 8     | Strafe für den Chef | 23. Mai 1975   |
| 9     | Tatort Tankstelle   | 30. Mai 1975   |
| 10    | Die Knallfischer    | 6. Juni 1975   |
| 11    | Durch die Mühle     | 13. Juni 1975  |
| 12    | Der Barpianist      | 20. Juni 1975  |
| 13    | Helfer in der Not   | 27. Juni 1975  |